# Lindsey Collins
Lindsey Collins (* 20. Jahrhundert) ist eine US-amerikanische Produzentin für Animationsfilme. Als Produzentin von Domee Shis Film Rot erhielt sie 2023 eine Oscar-Nominierung für den Besten animierten Spielfilm (Best Animated Feature Film). Collins ist aktuell Senior-Vizepräsidentin der Entwicklungsabteilung bei Pixar Animation Studios.

## Leben
Collins besuchte das Occidental College in Los Angeles. Collins’ Vater Dennis ist früherer Leiter der Zulassungsstelle sowie ehemaliger Studiendekan des Colleges. Ihre Mutter Molly arbeitete ebenfalls in der Zulassungsstelle des Occidental. Ihr Studium für Diplomatie und Weltgeschehen schloss Collins 1994 mit einem Bachelor of Arts ab.
Collins lebt mit ihrem Ehemann und den drei gemeinsamen Kindern in Piedmont, Kalifornien.

## Karriere
In den frühen Jahren ihrer beruflichen Laufbahn arbeitete Collins für drei Jahre bei den Walt Disney Animation Studios, u. a. als Produktionsassistentin bei Animationsfilmen wie Pocahontas und Der Glöckner von Notre Dame. Ihre Karriere bei Pixar begann 1997. Erste Filmcredits als (Co-)Produzentin erhielt sie für die Filme WALL·E – Der Letzte räumt die Erde auf, John Carter – Zwischen zwei Welten und Findet Dorie. Ab 2016 war sie Vizepräsidentin der Entwicklungsabteilung bei Pixar. Seit 2022 ist sie in der Entwicklungsabteilung Pixars als Senior-Vizepräsidentin tätig.
Unter ihrer Leitung ist außerdem ab 2018 das SparkShorts-Programm, eine Reihe unabhängig produzierter Animationskurzfilme, bei Pixar entstanden. Darunter Purl, den Collins als ausführende Produzentin begleitete und der erste Film der Reihe war.
Neben ihrer Arbeit als Produzentin übernimmt Collins auch gelegentlich Sprechrollen in animierten Filmen, wie die Rolle der Mia in Cars.

## Filmografie (Auswahl)
- 1995: Pocahontas; Produktionsassistenz
- 1996: Der Glöckner von Notre Dame; Produktionsassistenz
- 2003: Ratatouille; Produktionsleiterin
- 2007: Findet Nemo; Produktionsleiterin
- 2008: WALL·E – Der Letzte räumt die Erde auf; Co-Produzentin
- 2012: John Carter – Zwischen zwei Welten; Produzentin
- 2016: Findet Dorie; Produzentin
- 2017: Coco; als Teil des Senior-Führungsteams
- 2018: Purl; ausführende Produzentin
- 2018: Die Unglaublichen 2; als Teil des Senior-Führungsteams
- 2019: A Toy Story: Alles hört auf mein Kommando; als Teil des Senior-Führungsteams
- 2022: Lightyear; als Teil des Senior-Führungsteams
- 2022: Rot; Produzentin

## Auszeichnungen (Auswahl)
- 2009: Gewinn des Visual Effects Society Awards für herausragende Animation in einem Animationsfilm für WALL·E – Der Letzte räumt die Erde auf
- 2017: Nominierung für den Visual Effects Society Award für herausragende visuelle Effekte in einem Animationsfilm für Findet Dorie
- 2017: Producers Guild of America Awards-Nominierung für die herausragende Produktion eines animierten Kino-Spielfilms für Findet Dorie[8]
- 2023: Nominierung für den Visual Effects Society Award für herausragende visuelle Effekte in einem Animationsfilm für Rot
- 2023: BAFTA-Nominierung für den Besten animierten Film for Rot (gemeinsam mit Domee Shi)[9]
- 2023: Oscar-Nominierung für den Besten animierten Spielfilm für Rot (gemeinsam mit Domee Shi)